# Михаил Воронцов (офицер)
Вижте пояснителната страница за други личности с името Михаил Воронцов.
Михаил Семьонович Воронцов (на руски: Михаил Семёнович Воронцов) е руски княз, офицер, фелдмаршал. Държавник и политик. Участник в Руско-турската война (1806 – 1812) и Руско-турската война (1828 – 1829).

## Биография
Михаил Воронцов е роден на 18 май 1782 г. в Русия в семейството на потомствен дворянин от знатния княжески род Воронцови. Наследствен граф. Бащата Семьон Воронцов е руски посланик в Лондон.
Прекарва детството си във Венеция и Англия. Завършва образованието си във Великобритания.
Завръща се в Русия през 1801 г. и се ориентира към военното поприще. Произведен е в първо офицерско звание поручик и започва служба в лейбгвардейския Преображенски полк (1801). Бойното му кръщене е като доброволец в Руско-персийската война от 1804 – 1813 г. За обсадата на Ереван е награден с орден „Свети Георги“ IV степен (1804).
Участва във третата и Четвъртата антинаполеоновски коалиции срещу Франция (1805 – 1807). За отличие в битката при Пултуск е повишен във военно звание полковник и е назначен за командир на 1-ви батальон от лейбгвардейския Преображенски полк (1807). Участва в битката при Фридланд. Награден е със златно оръжие „За храброст“.
По време на Руско-турската война (1806 – 1812) е за почетен командир на Нарвския мускетарски полк от 29 септември 1809 г. Проявява се в битките при Базарджик и Шумен и е повишен във военно звание генерал-майор от 14 април 1810 г. През есента на 1810 г. командва отделен отряд, превзема градовете Плевен, Ловеч и Севлиево и унищожава турските укрепления. За превземането на Видин е награден с орден „Свети Георги“ III степен (1812).
В отразяването на нападението на Наполеон Бонапарт срещу Русия е командир на 2-ра грендирска дивизия. Отличава се в битките при Смоленск и Бородино. При последната е ранен в крака (1812). Повишен е във военно звание генерал-лейтенант от 8 февруари 1813 г.
Участва във войната на Шестата антинаполеоновска коалиция срещу Франция (1813 – 1814). Командир на авангарда на 3-та армия в битките при Деневиц и Лайпциг (1813). Отличава се в битките при Кроан и Париж. Награден е с орден „Свети Георги“ II степен (1814).
След войната е командир на Окупационния корпус във Франция и на 12-а пехотна дивизия (1815 – 1818). Повишен е във военно звание генерал-адютант от 30 август 1815 г. Командир на 3-ти пехотен корпус от 19 февруари 1820 г.
Новоросийски и Бесарабски генерал-губернатор (1823). Повишен е във военно звание генерал от пехотата от 29 май 1825 г. Член е на Държавния съвет и на Върховния криминален съд над руските декабристи (1826).
Отново е в България по време на Руско-турската война от 1828 – 1829 г. Командир на сборен отряд, който обсажда и превзема Варна (1828).
Назначен е за почетен командир на Нарвския егерски полк от 29 март 1836 т. От края на 1844 г. е кавказки наместник и главнокомандващ на Кавказкия корпус в Даргинския поход. Назначен е за почетен командир на Куринския егерски полк от 8 юли 1845 г. Получава титлата светлейши княз (1852). Повишен е във военното звание генерал-фелдмаршал от 26 август 1856 г. Кавалер е на орден „Свети Александър Невски“ и орден „Свети апостол Андрей Първозвани“.
От 1823 г. живее в Одеса и има лична резиденция край Алупка. Допринася много за развитието на Одеса като пристанищен град. Ангажира западни инженери и лекари, подпомага обектите за строителство. Основава театър, обществена библиотека, институт за ориенталски езици. Умира на 6 ноември 1856 г. в Одеса и е погребан в Преображенския катедрален събор.